# Howory (hromada Wińkowce)
Howory (ukr. Говори) – wieś na Ukrainie, w obwodzie chmielnickim, w rejonie chmielnickim, w hromadzie Wińkowce. W 2001 roku liczyła 562 mieszkańców.
W miejscowości znajduje się piętrowy pałac wybudowany na przełomie XVIII i XIX wieku w stylu klasycystycznym.